# ビスマルク (コルベット)
| 艦歴     | 艦歴                                                          |
| -------- | ------------------------------------------------------------- |
| 名前     | ビスマルク                                                    |
| 建造     | Friedrich Krupp Germaniawerft                                 |
| 起工     | 1875年11月                                                    |
| 進水     | 1877年7月25日                                                 |
| 竣工     | 1878年8月27日                                                 |
| 除籍     | 1891年9月21日                                                 |
| その後   | 1920年に処分                                                  |
| 主要諸元 |                                                               |
| 艦級     | ビスマルク級コルベット                                        |
| 排水量   | 3,332トン (3,279英トン)                                       |
| 全長     | 82.5メートル                                                  |
| 全幅     | 13.7メートル                                                  |
| 吃水     | 6.18メートル                                                  |
| 機関出力 | 2,500指示馬力 (1,900キロワット)                               |
| 機関     | 横置き型箱型煙管缶4基 横置型単段膨脹型3気筒レシプロ機関1基1軸 |
| 速力     | 12ノット                                                      |
| 航続距離 | 10ノットで1,940海里                                           |
| 定員     | 404人                                                         |
| 兵装     | 15cm（22口径）単装砲16基                                      |

ビスマルク(SMS Bismarck)は、ドイツ帝国海軍が1870年代後半に建造したビスマルク級コルベットである。艦名はドイツ帝国首相オットー・フォン・ビスマルクから取られた。1875年11月に起工されたこの艦は、1877年7月25日に進水し、翌1878年8月27日に竣工した。1891年9月21日に除籍されてからしばらくはヴィルヘルムスハーフェンで封鎖艦として使用され、第一次世界大戦後の1920年にスクラップにかけられ、廃棄された。

## 歴代艦長
- カール・アウグスト・ダインハード（ドイツ語版）海軍少佐(Korvettenkapitän)のち海軍大佐(Kapitän zur See) (1878年8月27日 - 1880年10月14日)
- フリードリヒ・フォン・レーヴェツォー海軍少佐 (1883年8月2日 - 1883年8月13日)
- グイド・ケルヒャー海軍大佐 (1884年10月4日 - 1885年9月)
- フランツ・クーン海軍大佐 (1885年9月 - 1888年4月)
- グスタフ・シュミット海軍大尉(Kapitänleutnant) (1888年4月 - 1888年6月)
- エルンスト・アッシュマン海軍少佐 (1888年6月 - 1888年9月)